# Maoua Sanogo
Maoua Sanogo (* 4. Juni 1979 in Sarcelles) ist eine in Frankreich geborene ivorische Fußballspielerin.

## Karriere

### Verein
Sanogo startete ihre Karriere mit dem AAS Sarcelles Football, wo sie in der Saison 1997/98 in die erste Mannschaft aufrückte. Nach drei Jahren wechselte sie im Alter von 20 Jahren in die Championnat de France de D1 zu Montpellier Le Crès. In Montpellier der Frauenfußballabteilung des Montpellier HSC spielte sie zwei Jahre, bevor sie sich für einen Wechsel nach Italien zum Associazione Calcio Femminile Torino entschied. Nach drei Jahren kehrte sie nach Frankreich zurück und spielte in der Saison 2004/05 in der Reservemannschaft von Paris Saint-Germain. Nach guten Leistungen rückte sie im Sommer 2005 in das Championnat de France de D1 team auf und gab ihr Debüt am 11. September 2005 gegen Olympique Lyonnais. Nach drei Jahren und 14 Erstligaspielen für PSG entschied sich Sanogo, im Sommer 2007 für einen Wechsel in die Championnat de France de D2 zum Club Olympique Multisports De Bagneux Football Féminin. In Bagneux entwickelte sie sich zur Nationalspieler- und Leistungsträgerin und spielte bis zum Sommer 2010 in 51 Ligaspielen. Im Juni 2011 verließ sie ihre Mannschaft, COM Bagneux, für einen Wechsel zum Ligarivalen FAS Herblay. Im Januar 2012 unterschrieb sie dann letztendlich nach nur einem halben Jahren für Herblay für den DH Ile de France Group A Verein FC Domont.

### Nationalmannschaft
Coulibaly gehört zum Kader der Ivorischen Fußballnationalmannschaft der Frauen und nahm 2008 mit der ebenfalls in Frankreich spielenden Armelle Lago erstmals an der Coupe d’Afrique des nations féminine de football teil. Am 26. Oktober 2012 wurde sie das zweite Mal für einen Coupe d’Afrique des nations féminine de football nominiert.